# R/V Johan Hjort
R/V Johan Hjort är ett norskt forskningsfartyg, som samägs av Havforskningsinstituttet och Universitetet i Bergen och drivs av Havforskningsinstituttet. Fartyget är namngivet efter havsforskaren Johan Hjort (1869–1948).